# Manuel Steitz
Manuel Steitz (n. 21 de marzo de 1994 en Múnich, Alemania) es un actor alemán conocido por su papel en Los cocodrilos (Vorstadtkrokodile, 2009).

## Biografía
Comenzó su carrera de actor con cortometrajes de estudiantes de la Universidad de Cine y Televisión de Múnich. Hace su debut en el cortometraje El amigo de los animales (Der Tierfreund, 2004) y luego en el cortometraje Colmillo de la vida (Fang des Lebens, 2004).
En 2006, se introduce en el mundo del cine con el papel de Seppel en "El ladrón Hotzenplotz" (The Robber Hotzenplotz). El papel que lo popularizó fue en Los cocodrilos (Vorstadtkrokodile, 2009) como Olli Weißmann. Seguido de sus dos secuelas Los cocodrilos 2: Atacan de nuevo (2010) y Los cocodrilos 3: Todos para uno (2011). En esta última no apareció en gran parte de la película debido a sus estudios. 
En 2014 actuó en la serie de detectives Polizeiruf 110 en el capítulo "Morgengrauen" con el papel de un prisionero pacífico.

## Filmografía
- El amigo de los animales (Der Tierfreund, 2002)
- Colmillo de la vida (Fang des Lebens, 2004)
- El Ladrón Hotzenplotz (The Robber Hotzenplotz, 2006) - Como Seppel
- El Sr. Bello (Herr Bello, 2007)
- Los Cocodrilos (Vorstadtkrokodile, 2009) - Como Olli.
- Los Cocodrilos 2: Atacan de nuevo (Vorstadtkrokodile 2, 2010)- Como Olli.
- Los Cocodrilos 3: Todos para uno (Vorstadtkrokodile 3, 2011)- Como Olli
- Polizeiruf 110 - Amanecer (Polizeiruf 110 – Morgengrauen, 2014)